# Бугутская надпись

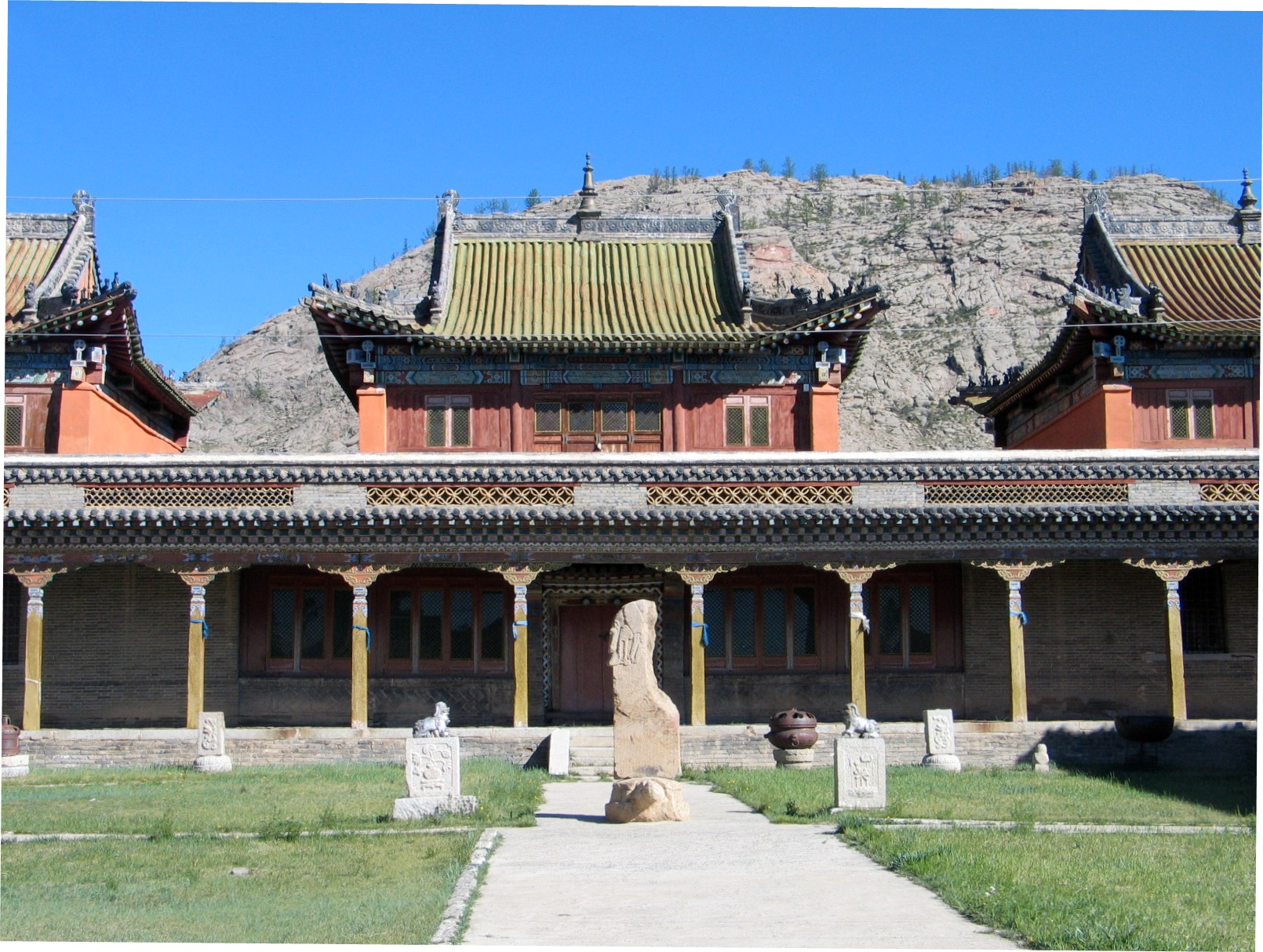
Бугутская надпись, датированная 584 г. н. э., которая помещена перед монастырём Зайин Гэгэн (построенным в 1631 г.) в Цэцэрлеге, Монголия

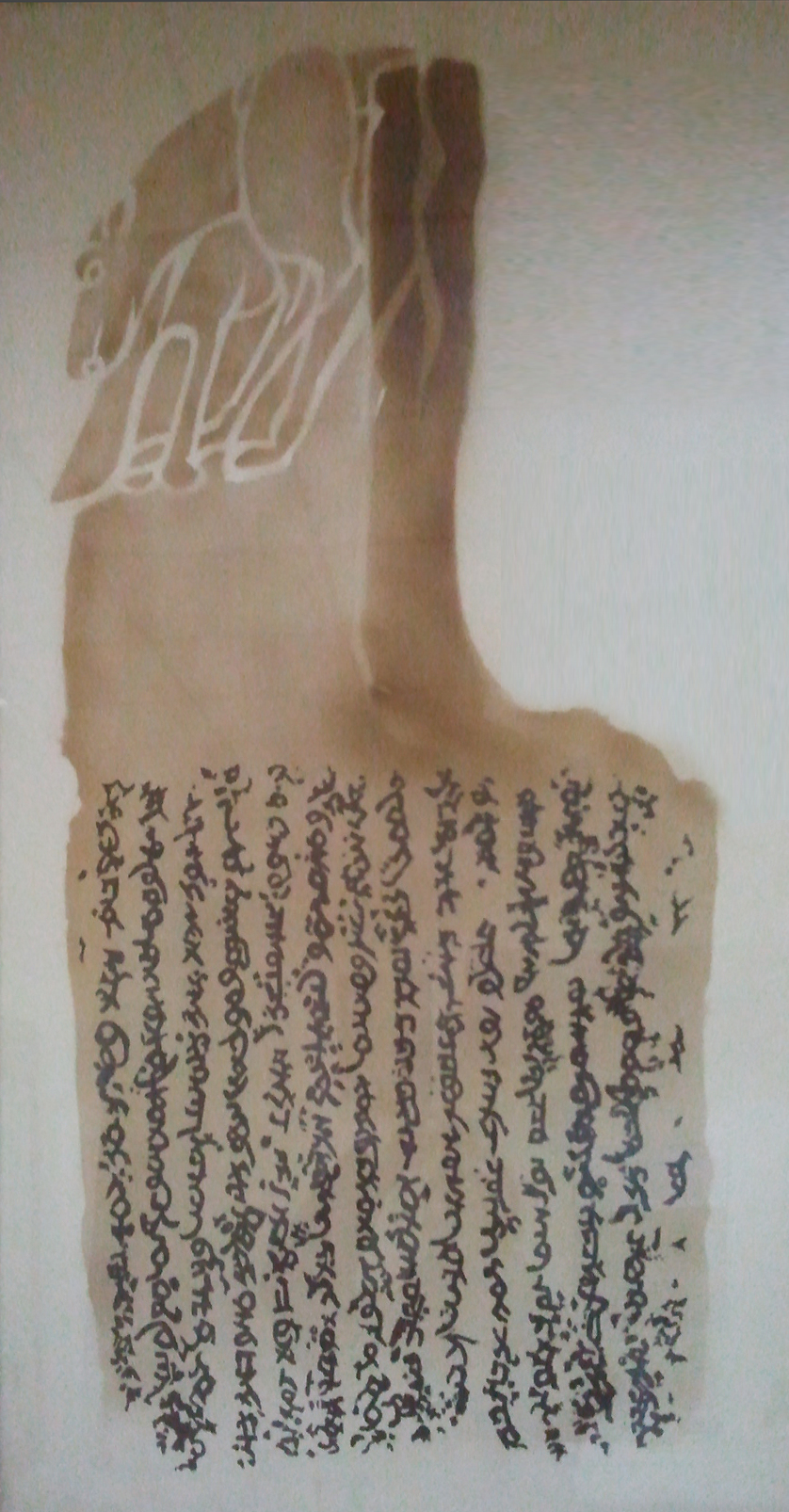
Стирающийся согдийский текст Бугутской надписи

Бугутская надпись — памятник древнетюркского письма VI—VIII вв. Найдена в долине реки Хануй-Гол, в 10 км от поселения Бугут в Монголии. Впервые исследована в 1956 археологом Дж. Доржсурэном. Хранится в Архангайском музее.
Надпись сделана на двух языках: согдийском и жужаньском. Согдийский вариант рассказывает о событиях первых 30 лет существования Тюркского каганата, содержит богатый лингвистический материал.

## Согдийская надпись
Текст фрагментов.
Б I:
1 [7-8 букв](...) ywkh ‘wsťt δ’r’nt tr-’wkt c(yns?)t(n) kwts’tt ‘γšy-wn’k
«...стелу (?) установили тюрки (при) государе Китая (?) Kwts’tt»
2 [12-14 букв] (δ’r’nt?) [...] ...wn trwkc βγy (nw-)’’r γ’γ’n ‘wsk-wp’r ckn’cw mγ’ (w) [n]
«.... они(?)..., тюркский господин Н. вар-каган в дальнейшим («далее оттуда») весь(?)»
3 [2-3 буквы] (rt?) [10-11 букв]t w(t..) w’(r?)t ‘HRZY nwk(r ‘YΚ βγy mwγ’n γ’γ’n ‘PZY βγy mγ’n t(y)k(y)n
«.... он вступил (?). И вот затем, когда господин Мухан-каган и господин Махан-тегин»
4 [3-4 буквы] (nwkr? [6-8 букв] r(ty) k’w ‘wrt(s’r) p(rm) prw ‘nγťk ‘βc’npδ ‘swšwy-’ntt wm’(t) [‘nt]
«.... и (с тех пор и) впредь они были спасителями для всего мира»
5 [3-4 буквы](t) [18-20 букв](...t ‘HRZY n)wkr cy-w’nt py-štrw βγy m[ ]
«.... и вот затем, после этого, господин М .......... »
Б II:
1 [10-12 букв](.ypr) [8-9 букв] (..’t.)[8-10 букв](..t?) k’w βγw s’r pwr-sty rty nw(kr pt?) [3-4 буквы]
«..... он спрашивает у бога. И вот.............. »
2 [10-12 букв](....’k) [8-10 букв](βγt...)[8-10 букв](.r?)k š’δpyt tr-γw’nt γwr-γ’p(‘y-)nt tw-δwnt (γ’n?)[3-4 буквы]
«...... шадапыт(ы), тархваны, куркапыны, тудуны....»
3 [12-14 букв] (βγy? ....)[4-6 букв] (puštrw?) [...] (wt..) nwy γwy-štr ‘ḤΥ mwγ’n γ’γ’n pr’yt rt(y ....)
(139/140)
«.... господин(?) ... затем ... (в качестве) нового старшего (его брат Мухан-каган был пожалован. И ..... »
4 [8-10 букв] (βγy? .... γ’γ’n?) [4-5 букв] k(m)pw (...t δ’rt?) [...](k) [n’β](cy)h šy-r’k p’rtw δ’rt rt ms ‘kδry tγw βγy mγ’(n) [tykyn]
«.... господин(?) ....... -каган(?) ...... , он мало (?)...... , он хорошо вскормил [на]род. И также теперь ты, господин Махан-[тегин?],»
5 [14-16 букв](tw δ’rt rty? ................ t...) [6-8 букв] rty ‘pw ‘nγwncy-δ γšy’-ny n’β(c)y-h p’r rty nw(k) [r ...]
«…он …и … И вскорми народ без такого государя. И вот …»
6 [18-20 букв](..)[6-7 букв](t)[..] (pr’yt?) [6-8 букв] (sγ)wn ptγwštw δ’rt rty γr-(γwš)k srδy (s/t’c?)w(nt.)[...]
«..... он был пожалован (?) … Он внял (этим) словам и в год Зайца … »
7 [10-12 букв](tw δ)[‘rt(?) rty ....] (srδ)[y?....] k’w βγy-št s’r pwrst rty py-štrw š’δpyt trγw[‘nt]
«... он ..., (и) в год...... Он спросил у богов. И затем шадапыт(ы), тархв[аны]»
8 [14-16 букв](t k...)[12-14 букв](‘?)δtw δ’rt rty nwkr βγy βmyn γ’γ’n p’δy (w’š?)t
«........ он........... И тогда господин Бумын-каган вступил (на престол?)»
9 ] (. prm’t?) δ’rt (kt? ...) βγy t’sp’r γ’γ’n wsn RBk[...]
«.... приказал(?), чтобы .... господин Таспар-каган ради великого....»
10 ] (‘mw?) prm’n (prm’y-t ZY?) RBkw nwh snk’ ‘wst rty ΎΚ nw(kr?)
«..... он отдаёт приказ: «Учреди великую новою сангху!». И вот когда»
11 ] (···) rty βγy t(‘sp’r) γ’γ’n tn(‘γ)t ‘cw npyšnt cw krnw(‘ncy’k?)[h]
«..... и господин Таспар-каган был опечален — (есть ли) кто-нибудь (из) внуков, кто (имел бы) способность»
12 ](...) cw γwrγ(‘p’y-)nt ‘(ΡΖΥ) wkwrt cw n’βcy’kh (‘sťt)
«.... есть ли кто-либо (из) к̣урк̣апынов, родичей, (из всего) народа»
13 ](...) β’r’k ‘sp’δy’n (wr’yt?) ‘(y)t myδ (‘nβγt?) δ’r’nt
«.... (и) конный воин разделили добычу (?) (в) тот день»
14 ](ptγwš) tw δ’rt (‘HRZ-Y cy-w’nt) pyštr-w (...)
«.... он (этим словам) внял и после этого ...»
15 ](...t δ’r?)t rty c’n’w δw’ γšy-wnk
«он.... И как два государя»
16 ](.... šyr’k) βrtpδ m’t’nt r(t)y
«.... они были очень знающими. И»
17 ](.... n’βcy’kh?) p’(r? ....’n) sp’δy-(‘)n (..)
«..... народ вскорми!»...... воин ...»
18 ]ptskw’t δ’rt (..........) [ ]
«..... он обратился ....... »
19 ](....) δw’ šyr (γw’z)tw m’[ťnt]
«....... оба они были друзьями............»
Б III:
1 ] (.)[8-9 букв](.k? šy)r’k krt(k) [‘krtw?] (δ)’rt rt[y
«...... он совершил [много] благих дел. И ............ »
2 ](.)[9-10 букв] (wr)δ šyr’k (šy)r’k krt(k) ‘‘βry-(n)[‘nt? ]
«..... там очень (или «много») благие дела они восхваляли (?)…»
(140/141)
3 ](..t ..kr ‘cw?) [n’β] (c)yh mrt (γm)’k ‘sťt ‘HRZ-Y (βγy m?) [ ]
«. . . . есть ли какой-либо человек (в) народе, (кто смог бы..... )? Затем господин М   »
4 ](‘HRZ-Y? β..) [3-4 буквы](š/γ)t (nws) (.) wk’ trγw’n ‘Ύ-Κ (m)γ(‘)[n tykyn(?)]
«....... затем..... [Б]ука-тархван, когда Маха[н-тегин?]»
5 ] [Слабые следы разрушенных букв]